# 5ª Brigata d'assalto "Kiev"
La 5ª Brigata d'assalto autonoma "Kiev" (in ucraino 5-та окрема штурмова Київська бригада?, 5-ta okrema šturmova Kyїvs'ka bryhada, unità militare A4010) è un'unità di fanteria meccanizzata delle Forze terrestri ucraine subordinata al Comando operativo "Nord".

## Storia
L'unità è stata fondata come 5º Reggimento d'assalto il 12 marzo 2022 da Pavlo Palisa, ex militare ucraino che dopo aver studiato al Command and General Staff College dell'Esercito degli Stati Uniti è ritornato in patria per combattere in seguito all'invasione russa dell'Ucraina del 2022. Il reggimento manteneva stretti legami con la 58ª Brigata motorizzata, unità presso la quale Palisa aveva prestato servizio ed era previsto divenisse vice comandante.
Il reggimento, nato a Kiev dopo l'esperienza maturata nella difesa della capitale dall'offensiva russa, è stato immediatamente schierato in Donbass, prendendo parte alla difesa di Lysyčans'k e Sivers'k. A partire da ottobre è stato impiegato nella battaglia di Bachmut. Fra gennaio e marzo 2023 il reggimento ha contribuito a difendere la strada di collegamento fra Časiv Jar e Bachmut, vitale per mantenere rifornita la guarnigione della città.
Il 24 febbraio 2023 l'unità è stata espansa al rango di brigata, ricevendo la bandiera di guerra da parte del presidente ucraino Zelens'kyj; le è stato inoltre assegnato il celebre 24º Battaglione d'assalto "Ajdar" trasferito dalla 53ª Brigata meccanizzata. Anche nella primavera del 2023 la brigata è rimasta schierata nell'area di Bachmut, in particolare presso il villaggio di Ivanivs'ke. In questo settore ha cooperato con la 3ª Brigata d'assalto "Azov", l'80ª Brigata d'assalto aereo e la Brigata d'assalto "Ljut" nel corso di operazioni offensive sul fianco sud della città. A luglio ha contribuito all'avanzata e successivamente alla riconquista di Kliščiїvka, abbandonata dai russi insieme all'intero fianco sud di Bachmut fino a Kurdjumivka. La conquista definitiva del villaggio è stata annunciata dal presidente Zelens'kyj il 17 settembre successivo. Fra agosto e settembre ha difeso il settore dai contrattacchi russi, procedendo successivamente a consolidare le posizioni occupate ed avanzare ulteriormente.
Il 29 settembre 2023 alla brigata è stato assegnato il titolo onorifico di "Kiev" per decreto del Presidente dell'Ucraina. Alla fine di febbraio 2024 il 24º Battaglione "Ajdar", schierato a difesa del villaggio di Ivanivs'ke, a causa della scarsità di munizioni ha dovuto cedere terreno all'11ª Brigata d'assalto aereo che ha messo piede nel centro abitato. La brigata ha però continuato a mantenere una presenza nella parte ovest del villaggio nelle settimane successive, impedendo ulteriori avanzamenti russi. A partire da maggio ha contribuito alla difesa di Časiv Jar, supportando la 56ª Brigata motorizzata e la 41ª Brigata meccanizzata nel respingere gli assalti russi alla città.
Nel luglio 2024, in seguito alla legge ucraina che ha permesso ad alcune categorie di detenuti di prestare volontariamente servizio nell'esercito, la 5ª Brigata d'assalto è stata una delle unità ad integrarne un certo numero nei propri ranghi, costituendo il Battaglione "Škval" composto da circa 600-800 soldati.

## Struttura
- Comando di brigata[20]
- 1º Battaglione d'assalto
- 2º Battaglione d'assalto
- 3º Battaglione d'assalto
- 4º Battaglione d'assalto
- 5º Battaglione d'assalto
- 24º Battaglione d'assalto "Ajdar" (Dnipro, unità militare А3488)[21]
- Battaglione fucilieri speciale "Škval"
- Battaglione corazzato (T-90A e T-72B3M)
- Gruppo d'artiglieria
  - Batteria acquisizione obiettivi
  - Battaglione artiglieria semovente (M109A6)
  - Battaglione artiglieria semovente (2S1 Gvozdika e 2S3 Akatsiya)
  - Battaglione artiglieria lanciarazzi (BM-21 Grad)
  - Battaglione artiglieria controcarri (MT-12 Rapira)
- Battaglione artiglieria missilistica contraerei
- Battaglione ricognizione
- Battaglione genio
- Battaglione manutenzione
- Battaglione logistico
- Battaglione comunicazioni
- Compagnia radar
- Compagnia difesa NBC
- Compagnia medica

## Comandanti
- Colonnello Pavlo Palisa (maggio 2022 - febbraio 2023)[22]
- Colonnello Oleksandr Jakovenko (febbraio 2023 - dicembre 2023)[23]
- Colonnello Vasyl' Matiïv (dicembre 2023 - in carica)[2]